# Dactylostylis acutispinis
Dactylostylis acutispinis là một loài chân đều trong họ Janirellidae. Loài này được Richardson miêu tả khoa học năm 1911.